# Balha Vilmos
Balha Vilmos (Vili, Willy, Komló, 1968. január 13. – Pécs, 2006. május 24.) a HétköznaPICSAlódások nevű punkzenekar basszusgitárosa.

## Pályafutása
Apja vájár, anyja takarítónő volt a komlói bányánál. Sásdon lakott hetedik osztályos koráig, aztán Komlóra költözött családjával. Fiatalkorában rendszeresen sportolt, a dombóvári vasutas egyesületbe járt birkózni. Általános iskolai tanulmányai után a pécsi Széchenyi István Gimnázium autószerelő szakközepes osztályába járt.
13-14 évesen egy komlói munkásklubban ismerkedett meg a rock-, a blues- és a punkzenével.
Kelemen Gábor távozása után került be az együttesbe énekesként, kezdetben Balha Vilmos és Megyeri Ferenc felváltva énekelt, később Megyeri Ferenc lett az állandó énekes. 1994 nyarán átmeneti ideig kilépett a zenekarból és külföldre ment dolgozni. Másfél év múlva, 1995-ben visszatért az együttesbe a Terrorista visszatér album készítéséhez. 2006-ban kilépett az együttesből.

## Halála
A rendőrségi közlemény szerint 2006. május 24-én, szerdán 00:57-kor, Pécsett az András út irányába egy jobbra ívelő kanyarban Balha elvesztette az uralmát gépkocsija felett, letért az útról, és egy fának, majd egy villanyoszlopnak csapódott. A gépkocsi kigyulladt, Balha a helyszínen életét vesztette, három utasa túlélte a balesetet. Temetésére 2006. június 12-én került sor Pécsett.

## Emlékezete
- A Prosectura nevű együttes a 2006-os Sándor, József melegek... albumáról, az Iszok! (Szia Vili!) című szám, Balha emlékére ajánlja a zenekar
- Balha együttese, a HétköznaPICSAlódások, 2007-es Meghalt egy Punk számával emlékezett a basszusgitárosra[2]
- Gróf Balázs négyrészes rajzfilmsorozattal adózott emléke előtt.

## Diszkográfia
- Szép az ország (1991)
- Vakáció a Balkánon (1992)
- Vörös Front (1993)
- A Terrorista Visszatér (1995)
- A legjobb Picsák (1996)
- Isten hozott nálunk, Johnny! (1997)
- Hangulatjelentés (1998)
- Ludd Tábornok, avagy két műszak fűszag (1999)
- Szélsődal (2000)
- SzülinaPUNK (2000)
- Dollár, Hatalom, Pornó (2001)
- Archív+ (2001)
- Globalhé (2003)
- Én József Attila, itt vagyok (2006)